# Legión Hadžiefendić
La Legión Hadžiefendić (en serbocroata: Hadžiefendićeva Legija) o Legión Musulmana fue una milicia de autodefensa bosnia y una unidad de la Guardia Nacional Croata con base en la región predominantemente musulmana de Tuzla del Estado Independiente de Croacia (NDH) durante la Segunda Guerra Mundial. La fuerza del tamaño de una brigada era formalmente un "Regimiento de la Guardia Nacional de Voluntarios" y se formó a finales de diciembre de 1941 bajo el mando del exreservista del Real Ejército Yugoslavo, el Mayor Muhamed Hadžiefendić, que había sido oficial en la Guardia Nacional Croata. A finales de año, la Legión había comenzado a formar batallones en seis ciudades del noreste de Bosnia.
La Legión fue la milicia musulmana más poderosa y exitosa en la región de Tuzla y luchó contra los partisanos yugoslavos y los chetniks en el noreste de Bosnia entre diciembre de 1941 y octubre de 1943. En abril de 1942 operaba efectivamente fuera del control de la Guardia Nacional Croata, aunque continuó suministrando armas y municiones a la Legión. Los miembros de la Legión formaron el núcleo de los voluntarios que se unieron a la 13.ª División de Montaña SS Handschar a mediados de 1943, y el debilitamiento resultante de la Legión contribuyó a su destrucción durante la liberación partisana de Tuzla en octubre de 1943.

## Antecedentes y formación
En diciembre de 1941, antes de la división entre los partisanos yugoslavos y los chetniks en el este de Bosnia, las dos fuerzas, abrumadoramente serbias, cooperaron en operaciones brutales contra las aldeas bosnias. La formación de la Legión Hadžiefendić fue una de las respuestas bosnias a estos ataques. A finales de diciembre de 1941, la Legión había comenzado a formar batallones en Bijeljina, Brčko, Gračanica, Puračić, Živinice y Tojšići. Los reclutas que se unieron a la Legión eran en su mayoría reclutas musulmanes que se negaron a unirse a la Guardia Nacional Croata.
En enero de 1942, el Destacamento de Partisanos de Ozren llegó a un acuerdo con el líder chetnik Dragoslav Račić para la "limpieza de las aldeas musulmanas de la milicia Hadžiefendić [musulmana]". Posteriormente, la Legión se convirtió en "la milicia musulmana más poderosa y exitosa de la región de Tuzla", y creció hasta alcanzar una fuerza de entre 5.000 y 6.000 en abril de 1942. En ese momento, las autoridades del NDH en Tuzla informaban que la Legión no reconocía el gobierno de la Ustaše, y estaba operando efectivamente fuera del control de la Guardia Nacional Croata. A pesar de esto, y de las demandas de la policía del NDH de que se disolviera, la Legión continuó recibiendo armas y municiones de las unidades de la Guardia Nacional Croata en su área de operaciones, ya que las unidades de la Guardia Nacional dependían del apoyo de la Legión para luchar contra los partisanos y chetniks.

## Movimiento autónomo musulmán
Frente a los continuos ataques a las aldeas musulmanas en el este de Bosnia por parte de los chetniks serbo-chovinistas, y la incapacidad o falta de voluntad de las autoridades del NDH para proteger a la población musulmana, los líderes musulmanes locales presionaron por la autonomía. Como parte de este impulso, los líderes solicitaron a Adolf Hitler a finales de 1942 la creación de una "Guardia Bosnia" basada en la Legión Hadžiefendić, para estar bajo el control directo de la Wehrmacht. La propuesta también solicitaba la transferencia de todos los miembros musulmanes de la Guardia Nacional y la milicia Ustaše a la nueva fuerza.
Los alemanes no estaban dispuestos a socavar al NDH y se negaron a apoyar la idea de una "Guardia Bosnia" o incluso la autonomía musulmana. En cambio, el Reichsführer-SS Heinrich Himmler le propuso a Hitler que en su lugar se creara una división musulmana dentro de las Waffen-SS. Esto permitió a los alemanes aprovechar la desilusión musulmana con el NDH para su propio beneficio. A pesar de las objeciones del gobierno del NDH, esto finalmente se aprobó en febrero de 1943 y se reclutó a Hadžiefendić para ayudar en el reclutamiento. A mediados de mayo, 6.000 miembros de la Legión Hadžiefendić se habían reunido para su incorporación a la 13.ª División de Montaña SS Handschar.

## Destrucción
Tras el reclutamiento de muchos de sus miembros en la 13.ª División SS en 1943, los partisanos liberaron Tuzla en octubre de 1943. Muchos miembros de la Legión desertaron y se pasaron a los partisanos en ese momento. Durante los combates, Hadžiefendić y 55 de sus hombres murieron y la Legión dejó de existir.